# L'Ère des Médicis
L'Ère des Médicis, également titré L'Âge de Cosme de Médicis (titre original : L'età di Cosimo de Medici), est une mini-série historique italienne en trois épisodes réalisée par Roberto Rossellini et diffusée en 1972 sur Rai 1.

## Synopsis
Le film offre un aperçu de l'histoire de la Florence de la Renaissance au XVe siècle. Au fil des trois volets, le téléfilm retrace comment Cosme de Médicis, connu sous le nom de l'Ancien, a réussi au début des années 1400 à s'emparer du pouvoir temporel et de l'esprit des citoyens grâce à d'habiles subterfuges, même s'il l'a fait pour établir un nouveau et meilleur gouvernement qui ferait de la ville de Toscane l'une des plus florissantes d'Italie. Il part en exil en 1433 et fait plus tard son retour. Enfin, la dernière séquence du film explore le point de vue de l'intellectuel Leon Battista Alberti sur les coutumes et la culture florentines à la cour des Médicis.

### L'Exil de Cosme(L'esilio di Cosimo)

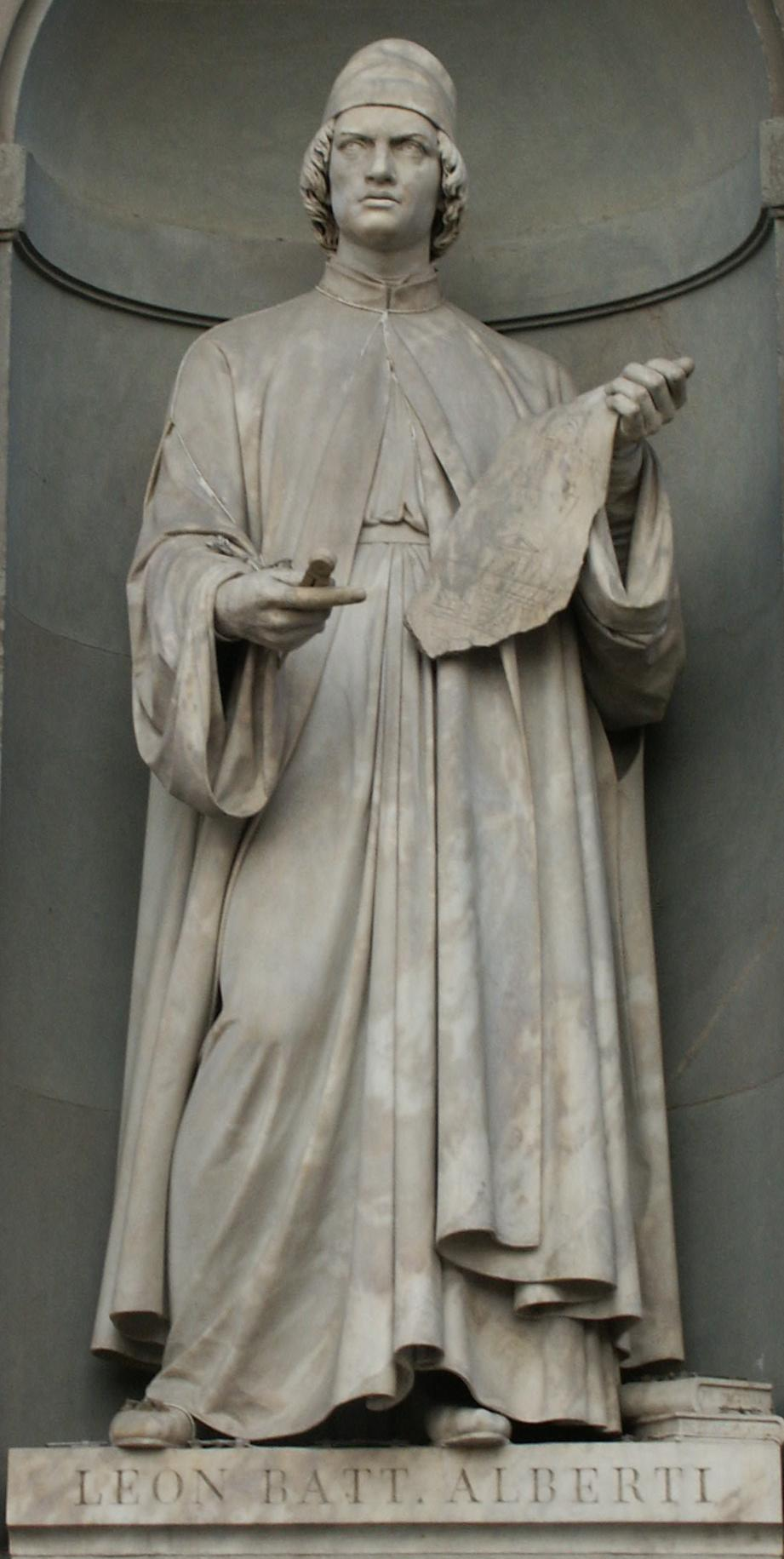
Statue de Leon Battista Alberti à l'extérieur de la Galerie des Offices à Florence.

Cosme de Médicis, jeune marchand et homme politique issu d'une famille noble, obtient les faveurs de l'antipape Jean XXIII. En effet, il entre de manière décisive dans la politique en devenant prieur, après avoir accompagné Jean XXIII en toute sécurité au concile de Constance. Mais Cosme avait également pour objectif de soumettre à son pouvoir toutes les villes limitrophes de Florence, afin d'en être l'unique représentant et souverain. En effet, Cosme avait également décidé d'établir un nouveau régime en Toscane qui restaurerait totalement sa famille. Cela se fera complètement avec Laurent le Magnifique, son neveu, qui deviendra le mécène de nombreux intellectuels, comme Machiavel, et assurera sa suprématie en renversant les autres familles nobles de Florence. Pour en revenir à Cosme, il est au courant des luttes politiques intestines de plus en plus fréquentes contre les membres des familles Strozzi et Albini. Il y a même eu une tentative d'assassinat contre lui, mais son frère Laurent l'Ancien l'a sauvé grâce à son sens politique aiguisé. Cosimo continue d'essayer d'affirmer aveuglément son contrôle, mais une nouvelle trahison de Rinaldo degli Albizzi le fait emprisonner et envoyer en exil sous l'accusation de tentative de coup d'État. Cependant, Cosme, en route pour Venise, se lie d'abord d'amitié avec le peintre Michelozzo et, plus tard, avec ses alliés, effectue des sabotages et des trahisons qui lui permettent de se faire désirer à nouveau par le peuple florentin.

### Le Pouvoir de Cosme(Potere di Cosimo)
Lorsque Cosme de Médicis a les pleins pouvoirs sur la ville de Florence, le gonfalonnier peut continuer à exercer son pouvoir tolérant et conciliant sur la région, en chassant ses vieux ennemis Albizzi et Strozzi. Il obtient également l'accord du pape Eugène IV pour déplacer le concile de Ferrare dans sa ville, et surtout pour discuter de ce qu'il faut faire pour sauver la ville de Constantinople d'être conquise par l'Empire ottoman. Malheureusement, l'alliance entre De Medici et Cosme ne servit à rien pour l'Empire romain d'Orient puisque Constantinople fut conquise en 1453 et rebaptisée Istanbul. Mais les gestes de Cosme étaient désormais connus de tous les citoyens de Florence, ce qui contribua à faire de la ville l'une des plus riches et des plus cultivées de l'Italie centrale et septentrionale, la mettant sur la voie de l'apogée de la Renaissance.

### Leon Battista Alberti, l’Humanisme(Leon Battista Alberti: l'Umanesimo)
Avec le personnage de Leon Battista Alberti, écrivain, humaniste et architecte, Roberto Rossellini exalte la puissance de la Florence de la Renaissance à travers le développement maximal de la culture, de nouvelles théories intellectuelles et, surtout, de nouvelles méthodes de peinture et de construction de palais, d'églises, de statues et de tableaux. En effet, Alberti a introduit le nouvel idéal de la Renaissance dans l'ère de l'humanisme par le biais de l'art. Après avoir publié le traité De pictura, qui traite des nouveaux modèles de composition des dessins et des nouvelles perspectives visuelles, en s'inspirant notamment de Giotto di Bondone, Leon Battista Alberti se lie d'amitié avec de nombreux peintres contemporains. Il compte également parmi ses amis des sculpteurs et des architectes, dont Filippo Brunelleschi, qui s'inspire de l'œuvre d'Alberti pour célébrer la puissance de Florence en construisant l'énorme coupole octogonale de la cathédrale Santa Maria del Fiore.

## Fiche technique
- Titre français : L'Ère des Médicis (diffusion télévisée) ou L'Âge de Cosme de Médicis (titre DVD)[1]
- Titre original italien : L'età di Cosimo de Medici[2]
- Réalisateur : Roberto Rossellini
- Scénario : Roberto Rossellini, Marcella Mariani, Luciano Scaffa, d'après l'œuvre de Nicolas Machiavel et François Guichardin
- Photographie : Mario Montuori
- Montage : Jolanda Benvenuti (it)
- Musique : Manuel De Sica
- Décors : Franco Velchi (it)
- Costumes : Marcella De Marchis
- Production : Claude Baks, Renzo Rossellini
- Sociétés de production : RAI Radiotelevisione Italiana
- Pays de production :  Italie
- Langue originale : italien
- Format : couleurs - 1,33:1 - Son mono - 35 mm
- Durée : 255 minutes
- Genre : historique
- Date de diffusion
  - Italie : du 26 décembre 1972 au 9 janvier 1973

## Distribution
- Marcella Di Folco (sous le nom de « Marcello Di Falco ») : Cosme de Médicis
- Virginio Gazzolo : Leon Battista Alberti
- Tom Felleghy : Rinaldo degli Albizzi
- Mario Erpichini : Totto Machiavelli
- John Stacy : Ilarione de' Bardi
- Fred Ward : Nicolò de' Conti
- Giuliano Esperati : nouveau gonfalonier
- Michel Bardinet : Ciriaco d'Arpaso
- Ugo Cardea : Nicolas de Cues
- Yanti Somer : Contessina de Bardi

## Accueil critique
« Malgré son apparente austérité, son système dialectique complexe et multiple, son didactisme absolu, on sent poindre le point de vue personnel, l’œuvre intime, la pensée enthousiaste d’un auteur qui a choisi de tout dire avec la conviction qu’il peut changer le monde. Roberto Rossellini fait songer à Levine, le héros d’Anna Karénine, double de Léon Tolstoï, désireux de mettre à jour sa théorie agricole qu’il imagine révolutionnaire. »

— DVDclassik.